# ウィリアム・ウォレス (数学者)

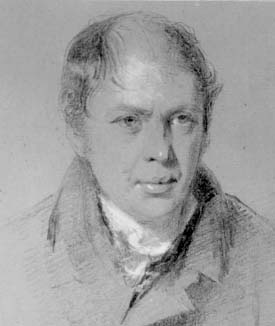
ウィリアム・ウォレス

ウィリアム・ウォレス（William Wallace, 1768年9月23日 - 1843年4月28日）は、スコットランドの数学者、天文学者。1819年からエディンバラ大学で数学の教授を務めた。

## 人物
主に幾何学の分野で活動した。1799年にはシムソンの定理を発表したが、この定理は誤ってロバート・シムソンによるものとされている。しかし、彼のイギリスの数学に対する最も重要な貢献は、当時ヨーロッパ大陸において発展していた解析学を、はじめてイギリスに導入し広めたことである。

## 経歴
皮革製造業者のアレクサンダー・ウォレス（Alexander Wallace）とジャネット・シムソン（Janet Simson）の息子として、ファイフのダイザートにうまれ 、ダイザートとカークカルディで教育を受けた。
1784年、家族とともにエディンバラへ越し、製本の技術を学んだ。1790年、グラスマーケットの西端のカウゲートヘッドで商売をして"William Wallace, bookbinder"として台頭した。
このころにはすでに数学への興味を育んでおり、徒弟期間の終了前に、余暇を利用してかなりの幾何学や代数学、天文学の知識を身に着けていた。さらに彼の能力を知ったジョン・ロビンソンとジョン・プレイフェアの支援を得た。
主に勉強時間確保の願望から、様々な状況変化を経て、1794年に、パースアカデミーの助講師になった。1803年、グレートマロウの王立陸軍大学の修士号職に転職した。大学がサンドハーストに移転した後も、プレイフェアの薦めでウォレスはその地位を保持した。
1804年、彼はエディンバラ王立協会フェローに選出された。提案者はジョン・プレイフェア、トーマス・チャールズ・ホープ、ウィリアム・ライト。
1819年、プレイフェアの後任として、エディンバラ大学の数学科長に選ばれた。プレイフェアの兼任していた自然哲学の長の座はジョン・レスリーが務めた。
ウォレスは素晴らしい教師として評判を上げた。このころの彼の生徒にメアリー・サマヴィルがいる。1838年、病気のために退職した。晩年は、エディンバラ南部のローリストン・レーン6番地で生活した。

エディンバラで、74歳で没し、グレーフライヤーズ教会墓地に埋葬された。墓は、北側中央部の北嚮する擁壁上に存在する。

## 数学
若い時期のウォレスは時々、レイボーンの『Mathematical Repository』や『Gentleman's Mathematical Companion』への寄稿をしていた。1801年と1810年、"Algebra", "Conic Sections", "Trigonometry"など、数学・物理学の言葉をディヴィッド・ブリュースターの編集したブリタニカ百科事典第四版に寄稿した。他にも、エディンバラ王立協会の紀要に多くの重要な論文を発表した。
彼の幾何学における主な功績は、1799年のシムソン線の概念の発表であるが、現在これは誤ってロバート・シムソンに帰されている。1807年、等積な図形に関する結果を証明し、これは現在ボヤイの定理あるいは
ウォレス–ボヤイ–ゲルヴィンの定理として知られている。しかし、彼のイギリス数学への最も重要な貢献は、イギリスにおけるヨーロッパ大陸の微分積分学の進歩の紹介と奨励をした最初期の数学者の1人であることである。

## 他の功績
ウォレスは天文学の分野においても貢献し、縮図器を発明した。

## 書籍
- A Geometrical Treatise on the Conic Sections with an Appendix Containing Formulae for their Quadrature. (1838)
- Geometrical Theorems and Analytical Formulae with their application to the Solution of Certain Geodetical Problems and an Appendix. (1839)

## 家族
ウォレスはジャネット・カー（Janet Kerr, 1775–1824）と結婚した。
ウォレスの娘のマーガレット・ウォレス（Margaret Wallace）は数学者トーマス・ギャロウェイと結婚した。また、彼の息子にはアレクサンダー・ウォレス（Alexander Wallace, 1803–1842）、ウィリアム・ウォレスMD（William Wallace MD, 1804–1864）、アーチボルト C.ウォレス（Archibald C. Wallace, 1806–1830）などがいる。